# Tres Bocas 3.ª Sección
Tres Bocas 3.ª Sección es una localidad del municipio de Huimanguillo ubicado en la subregión de la Chontalpa del estado mexicano de Tabasco.

## Geografía
La localidad de Tres Bocas 3.ª Sección se sitúa en las coordenadas geográficas 17°54′47″N 93°50′50″O / 17.913056, -93.847222, a una elevación de 9 metros sobre el nivel del mar.

## Demografía
Según el Conteo de Población y Vivienda 2020, efectuado por el Instituto Nacional de Estadística y Geografía, la localidad de Tres Bocas 3.ª Sección tiene 308 habitantes, de los cuales 161 son del sexo masculino y 147 del sexo femenino. Su tasa de fecundidad es de 2.65 hijos por mujer y tiene 82 viviendas particulares habitadas.
| Gráfica de evolución demográfica de Tres Bocas 3.ª Sección entre 1995 y 2020 |
|                                                                              |
| INEGI.                                                                       |